# 浅葉彩
浅葉 彩（あさば あや、1976年11月4日 - ）は、日本のフリーアナウンサー。

## 来歴
神奈川県横浜市出身。東洋英和女学院大学卒業。
大学を卒業後、1999年にテレビ信州 (TSB) に入社。
退社後はセント・フォース所属のフリーアナウンサーとなり、以後しばらくは関東地方を拠点に活動していた。

## 担当番組

### テレビ信州
- ニュースプラス1信州 - 『ゆうがたGet!』内ニュースコーナー担当（2001年4月 - 2006年3月）
- ふれ愛ながの〜市政ガイド〜[2]
- ハートフル信州

### フリー転向後
- 2時ピタッ!（2006年8月）
- ピンポン! - リポーター（2006年10月 - 2008年9月）[1][3]